# Mamay Köli
Mamay Köli är en saltsjö i Kazakstan.   Den ligger i oblystet Aqmola, i den norra delen av landet, 150 km norr om huvudstaden Astana. Arean är 1,3 kvadratkilometer.